# Revija
Revija je periodična publikacija, ki zajema večje število člankov; revija se financira z oddajo oglasnega prostora znotraj publikacije, s prodajo same revije in/ali iz sredstev založnika.
Revije so po navadi izdane tedensko, dvotedensko, mesečno, dvomesečno ali četrtletno. Glede na namembnost delimo revije v tri skupine: potrošniške, poslovne in znanstvene revije.